# テムズリンク
テムズリンク (Thameslink) はイギリスの鉄道における列車の運行系統（系統路線名）のことである。ナショナル・レールブランドの路線網の一部を構成している。2015年時点でのテムズリンクの列車運行を担当する会社はゴヴィア・テムズリンク・レールウェイ。

## 概要
ロンドン都心部を南北に貫通し、ロンドンの北のベッドフォードから南部ブライトンまで、南北225km（140マイル）・50駅を結ぶ運行系統である。路線としては、ブライトン本線のほとんどの部分や、ミッドランド本線の一部などからなる。
この路線は重要な通勤路線であり、またガトウィック空港およびルートン空港へのアクセスも担う。
全線電化されているが、区間により電化方式が異なる。ロンドンより北側～ロンドン都心部にあるファリンドン駅～ムーアゲート駅では交流2万5千ボルト架空電車線方式が使用され、ファリンドン駅～ロンドンより南側では直流750ボルト第三軌条方式が使用されている。
イギリス国鉄の民営化後はゴヴィアの子会社であるテムズリンク社に営業権が与えられ、2006年4月1日にはファースト・キャピタル・コネクトに移管された。
2014年9月にはゴヴィア・テムズリンク・レールウェイがファースト・キャピタル・コネクトの運営権を継承し、「テムズリンク」のブランド名で列車を運行している。

## テムズリンク・プログラム (Thameslink 2000)
1991年より、イギリス国鉄（後にレールトラック社を経てネットワーク・レール社が継承）は、特に今日の、この路線の運行会社による高く推薦された経験の見解に基づくテムズリンク路線網の拡張および改良をする計画の開発をしている。この計画はテムズリンク・プログラム (Thameslink Programme) として知られている。 複雑で、長引き、頓挫した計画の過程（公式には1997年11月開始）の後に、2006年10月18日にネットワーク・レール社（現在の開発の権限主体および計画の統括主体）は、最終的に議会の許可および法的効力を受けた、また工事に必要な資金の調達（2001年時点で31億ポンド、現在の見込みで35億ポンド）は2007年7月24日に認可された。2007年10月24日、拡張される最初の駅であるルートン・エアポート・パークウェイで、工事が開始された。仮の完成は2015年の予定である。

## 車両

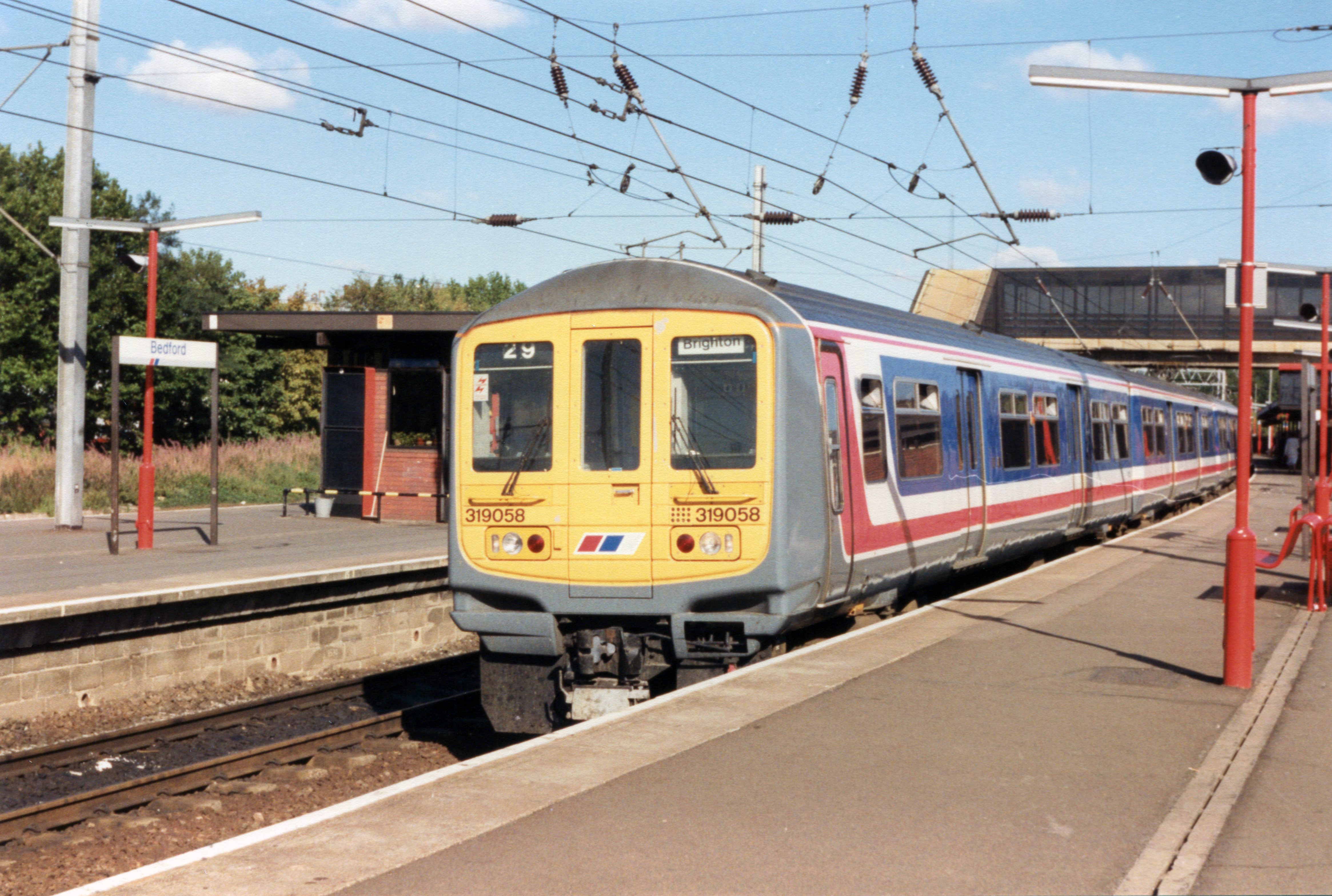
開業時に投入された319形

1988年の開業時には、BRELによって新造された4両編成の交直流電車である319形が60本投入され、1990年に26本が追加されて総勢86本となった。なお、一部は1996年のコネックス・サウス・セントラルの営業開始に際して同社に配置され、後継のサザンを経て2009年までにテムズリンクに復帰した。
増発や路線網拡大、既存車両転出などへの対応として、2002年に317形、2009年に377形、2015年に387形の導入がそれぞれ開始された。これらは基本的に319形同様4両編成の交直流電車であったが、317形は交流電車であり、北部区間でのみ使用され、2009年にテムズリンクでの運用を終えた。
2016年には、700形が営業運転を開始した。これは既存車両すべてを置き換えることを目的として2008年に調達が開始されたものであり、2019年までに8両編成60本、12両編成55本が導入された。2017年以降、テムズリンクのすべての列車が700形によって運行されている。

## 沿革
1988年にスノー・ヒル・トンネルが旅客用として50年ぶりに再開され、1988年5月にテムズリンクのネットワークが開始された。これに先立ち、北部の区間の列車がミッドランド本線を使ってベッドフォード駅とセント・パンクラス駅間の"Bedpan"サービスとして運行を開始した。一部はかつてのシティ・ワイドゥンド線を経由しムーアゲート駅まで運転される。南からのサービスの終点はホルボーン・バイアダクト駅である。 
ロンドン中心部の駅を北から南へ挙げると以下のとおり。
- セント・パンクラス・インターナショナル駅（ユーロスターと北部線に連絡）[9]、ファリンドン駅（ロンドン地下鉄のサークル線とメトロポリタン線に連絡）
- シティ・テムズリンク駅（英語版）（地下鉄のディストリクト線・サークル線ほかと連絡する。この駅はかなり離れているセント・ポールズ駅との混同を避けるためセント・ポール・テムズリンク駅から改名された。この駅は廃止されたホルボーン・バイアダクト駅とブラックフライアーズ駅の代わりである。）
- ロンドン・ブリッジ駅（多くの路線と連絡）

ペントンヴィル・ロードにあったキングス・クロス・テムズリンク駅 は2007年12月に廃止された。
南には2つの枝線がある。ひとつはロンドン・ブリッジ駅を経て イースト・クロイドンからブライトンへ向かう。2番目の枝線の歴史は少し複雑である。
最初は列車はブロムレイを通ってオプリントンとセヴェノークスへ運転されていた。しばらくして、ブライトンを通らずにエレファント&キャッスル駅とストリーサム駅経由でウェスト・クロイドンへ向かう列車の運転が始まった。
この路線は他の列車も利用する本線に近いものであったが、他の列車とリンクされることはなかった。ウェスト・クロイドンから後はカーシャルトン・ビーチズ、サットン、エプソム、レザーヘッド, エフィングハム・ジャンクションを経てギルフォードまで運転された。しかしながら、このルートは、異なる鉄道会社の通勤ネットワークを渡るものであり、イギリス国鉄の民営化によりルートを維持することが困難になった。1994年頃に2つ目の枝線はウェスト・クロイドンまで短縮された。1995年頃に路線の大幅な見直しが行われた。ウェスト・クロイドンはテムズリンクからはずれ、これに代わって以前からあったミッチャム・ジャンクション駅を通る線路を用いてサットン駅へ通じるルートが開通した。列車はサットン駅を過ぎるとウィンブルドン駅を通るループ線に入り、ストリーサムの南で元の線路と逆方向に合流する。朝のピーク時の列車はこのループを時計方向に回る向きのみに運転され、この地域の通勤客が不便を感じる原因となっている。
計画中のクロスレールのプロジェクトはテムズリンクと同様にロンドンを東西に横断するものであるが、テムズリンクが古いトンネルを再活用しているのに対して新しいトンネルを建設する。

## シティ・ワイドゥンド線

シティ・ワイドゥンド線と連絡線

シティ・ワイドゥンド線はテムズリンクのキングス・クロス駅 - ファリンドン駅間のかつての名称である。この線は1866年にメトロポリタン鉄道がキングス・クロス駅 - ファリンドン駅間を複線から複々線に拡張し、ファリンドン駅 - ムーアゲート駅間を複々線で開業したときに開通した。この線は主にキングス・クロス駅 - ムーアゲート駅の区間で用いられ、メトロポリタン鉄道が所有し、他の鉄道会社が運行した。1976年まではフィンズベリー・パーク駅とムーアゲート駅を結ぶ近郊電車がキングス・クロス駅構内のヨーク・ロード・カーブ（ムーアゲート行き）、ホテル・カーブ（フィンズベリー・パーク行き）の2つの連絡線を使って運行されていた。1988年からはテムズリンクが運行されている。ファリンドン駅 - ムーアゲート駅間は2009年にファリンドン駅のプラットホーム延長に伴って運行を取りやめた。

## 参照
1. ↑  Gov press release 1998年のデータでは朝のラッシュ時には28143人の乗客を運ぶ。
2. ↑  Department for Transport announces winner of Thameslink/GN franchise Archived 2007年3月10日, at the Wayback Machine.
3. ↑  Thameslink Programme
4. ↑  Network Rail. “k/Content/Detail.asp?ReleaseID=2408&NewsAreaID=2&SearchCategoryID=2 The ￡3.5bn Thameslink Project clears major hurdle”. 2006年10月18日閲覧。
5. ↑  Coward, Andy (15-28 August 2007). “Cross-river rail to boost Capital”. Rail 572:  40-3.
6. ↑  “Work begins on Thameslink project”. BBC News. (2007年10月24日) 2007年10月24日閲覧。
7. ↑  "￡5.5bn Thameslink Programme gets under way at Luton" (Press release). Network Rail. 24 October 2007. 2007年10月24日閲覧。
8. ↑   - Subterranea Britannica - Disused Stations
9. ↑  St Pancras International